# 米歇尔·布雷亚尔
米歇尔·布雷亚尔（法語：Michel Bréal，法語：[miʃɛl bʁeal]，1832年3月26日—1915年11月25日），旧译布雷阿尔，是巴伐利亚出身的法国语言学家，现代语义学先驱。

## 生平
1832年出生于兰道。原姓布吕尔（Brühl）。先后在维桑堡、梅斯和巴黎等地求学，1852年进入巴黎高等師範學院。1857年来到柏林，跟随弗兰茨·博普和阿尔布雷希特·韦伯学习梵语。1864年成为法兰西公学院比较语言学教授。1875年成为法兰西文学院院士。1879年被任命为法兰西高等教育监察官，直到1888年职位废除。1890年获授指挥官级法國榮譽軍團勳章。1905年辞去职务，1915年在巴黎逝世。

## 贡献
1883年在《法国的希腊研究》第17卷第133页的文章中首次提到了“语义学即意义的科学”，并根据希腊语创造出“语义学”（sémantique）这个词汇。1897年出版了他的第一部语义学专著《语义学：意义科学研究》（旧译《语义学初探》），标志着现代语义学作为一门独立学科诞生。
他还将弗兰茨·博普的《比较语法 (1866–1874)》由德文翻译成法文，加上前言以《印欧语比较语法》出版。
他的其他研究领域包括神话学和比较神话学。同时也关心法国语言教育，探讨法语正字法改革。

## 轶闻
当宣布雅典承办第一届现代奥运会时，布雷亚建议顾拜旦设立从马拉松跑到雅典的比赛，以纪念马拉松战役中的菲迪皮德斯。这个提议得到了希腊人的积极响应。这是现代马拉松运动的起源。